# Frederick William Engdahl
Frederick William Engdahl (Minneapolis, Minnesota, SAD, 9. kolovoza 1944.) je američko-njemački zagovornik teorija zavjere i prema vlastitim riječima slobodni novinar, povjesničar i ekonomski istraživač.

## Životopis
Rođen je u Minneapolisu 9. kolovoza 1944. godine, Engdahl je sin F. William Engdahla starijeg i Ruth Aalund. Odrastao je u američkoj saveznoj državi Teksas. Diplomirao je politiku na Sveučilištu Princeton i stekao megisterij iz komparativne ekonomije na Sveučilištu Stockholm. Tijekom posljednjih 28 godina Engdahl je intenzivno proučavao i pisao o svim vidovima međunarodne naftne i energetske politike i ekonomije. Radio je kao neovisan ekonomist i novinar u New Yorku i Europi, obrađujući teme poput Urugvajskoga sastanka GATT, politike Europske unije, žitnog lobija, politike MMF-a, vanjskom dugu zemalja Trećega svijeta, zakulisnih političkih i ekonomskih igara i azijske krize. Piše za novine, časopise i elektroničke medije, kao što su Nihon Keizai Shimbun, Grant's Investor.com, European Banker, Buisness Banker International i druge.  
Engdahl je počeo pisati o naftoj politici za vrijeme prve naftne krize u ranim sedamdesetim godinama prošlog stoljeća. Osim teorija zavjere o ovoj temi širi potpune dezinformacije i neistine, primjerice tvrdeći da nafta nije fosilno gorivo i biološkog porijekla te da postoje beskonačne rezerve iste.
Kada je pak riječ o globalnom zatopljavanju, Engdahl tvrdi da je globalno zatopljavanje kao rezultat čovjekovih aktivnosti znanstvena prevara koju gura moćan lobi, uključujući i bankare s Wall Streeta.
Njegova prva knjiga pod nazivom "Stoljeće rata : Anglo-američka naftna politika i novi svjetski poredak ", raspravlja o ulozi Zbigniewa Brzezinskog, George Balla i Sjedinjenih Američkih Država u svrgavanju Iranskog šaha Reze Pahlavia 1979. godine, što je značilo manipuliranje cijenama nafte i zaustavljanjem sovjetske ekspanzije. 2007. godine završava drugu knjigu pod naslovom "Sjeme uništenja : geopolitika genetski modificirane hrane i globalno carstvo". 
William Engdahl je u braku od 1987. i živi više od dva desetljeća u blizini Frankfurta na Majni u Njemačkoj.

## Djela
Nepotpun popis
- Stoljeće rata : anglo-američka naftna politika i novi svjetski poredak (A Century of War: Anglo-American Oil Politics and the New World Order, 1993.)[4]
- Sjeme uništenja : geopolitika genetski modificirane hrane i globalno carstvo (Seeds of Destruction: The Hidden Agenda of Genetic Manipulation, 2007.)[5]
- Stoljeće rata II : tajni geopolitički plan američke vlade (Armagedon: The Hidden Agenda of Washington Geopolitics)[6]
- Bogovi novca : Wall Street i propast »američkog stoljeća« (Goods of money: Wall Street and the Death of the American Century, 2010.)[7]
- Mitovi, laži i ratovi za naftu (Myths, Lies and Oil Wars, 2012.)[8]
- Uništite Kinu : što Washington čini da ograniči utjecaj Kine u svijetu (Target China: How Washington and Wall Street Plan to Cage the Asian Dragon, 2014.)[9]
- Izgubljeni Hegemon : povijest tajnih veza Washingtona i Islamske države (The lost Hegemon: Whom The Gods Would Destroy)[10]

## Vanjske poveznice
Mrežna mjesta
- F. William Engdahl, službeno mrežno mjesto
- Global Research članci od Williama Engdahla
- Video intervjui sa Williamom Engdahlom  Arhivirana inačica izvorne stranice od 2. listopada 2011. (Wayback Machine)
- Abridgement of A Century of War